# Ulica Kłopot w Warszawie
Ulica Kłopot – ulica w warszawskich dzielnicach Śródmieście i Wola, obecnie biegnąca wzdłuż torów kolei obwodowej na tyłach centrum handlowego Westfield Arkadia. Zaczyna się ok. 200 metrów na wschód od ronda Jonasza Kofty i prowadzi w kierunku zachodnim do ulicy Burakowskiej. 

## Historia
Ulica widnieje już na mapach pochodzących z XVIII wieku. W XIX wieku, po wybudowaniu Cytadeli Warszawskiej, była przedłużeniem ulicy Bonifraterskiej i łącząc się z Pokorną tworzyła jedną z najważniejszych północnych tras wylotowych z miasta. W czasach międzywojennych została odcięta od Żoliborza przez rozbudowywaną linię kolejową oraz przedzielona na dwie części w ramach porządkowania układu komunikacyjnego w sąsiedztwie Dworca Gdańskiego. Funkcję głównej arterii prowadzącej ze Śródmieścia w kierunku północnym przejął wiadukt łączący ulice Bonifraterską i Mickiewicza. Wojna nie przyniosła większych zmian, ale już w 1948 roku, po powstaniu ulicy Nowotki (dziś Andersa) południowa część Kłopotu została zlikwidowana, a jedenaście lat później, po otwarciu ulicy Buczka (dziś Słomińskiego), ulica Kłopot praktycznie zanikła.
Na początku XXI wieku, uznając dotychczasowy przebieg za zatarty, rozważano przywrócenie historycznej nazwy na terenie osiedla budowanego w miejscu nieodległej zajezdni autobusowej Inflancka. Ostatecznie Rada Warszawy przywróciła nazwę Kłopot, nadając ją nowej ulicy, stanowiącej przedłużenie historycznego przebiegu w kierunku zachodnim.

## Nazwa
Nazwa ulicy Kłopot nie pochodzi od synonimu wyrazu „problem”, lecz od nazwiska Mateusza Kłopockiego, łowczego z województwa rawskiego, który osiadł na Muranowie i został właścicielem ziem w okolicy dzisiejszego Dworca Gdańskiego.

## Przebieg historyczny

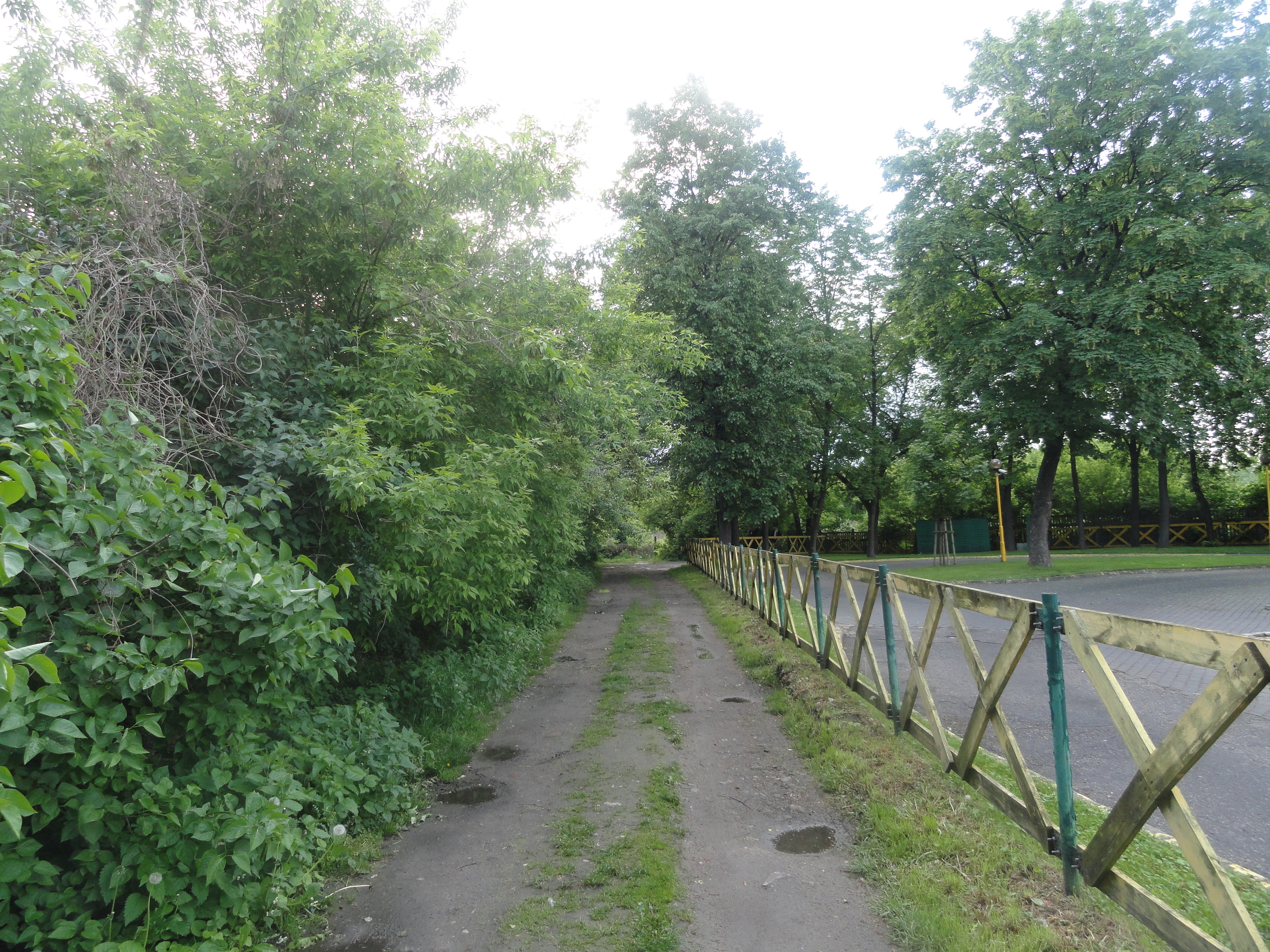
Pozostałość historycznego przebiegu ulicy Kłopot.

Oryginalny szlak ulicy Kłopot pozostał widoczny jedynie w przebiegu kilkudziesięciometrowej długości alejki, stanowiącej dojazd do ogródków działkowych leżących w sąsiedztwie Dworca Gdańskiego.
Pod ulicą Kłopot, w tym także odcinkiem zlikwidowanym w okresie międzywojnia, powstał istniejący do dziś kolektor kanalizacyjny. Ponieważ konieczne było zapewnienie do niego dostępu, w jednym z bloków wzniesionych na początku XXI wieku przy ulicy Słomińskiego znajduje się wysoki na pięć kondygnacji i przebiegający ukosem względem fasady prześwit, pokrywający się z osią dawnej ulicy Kłopot.

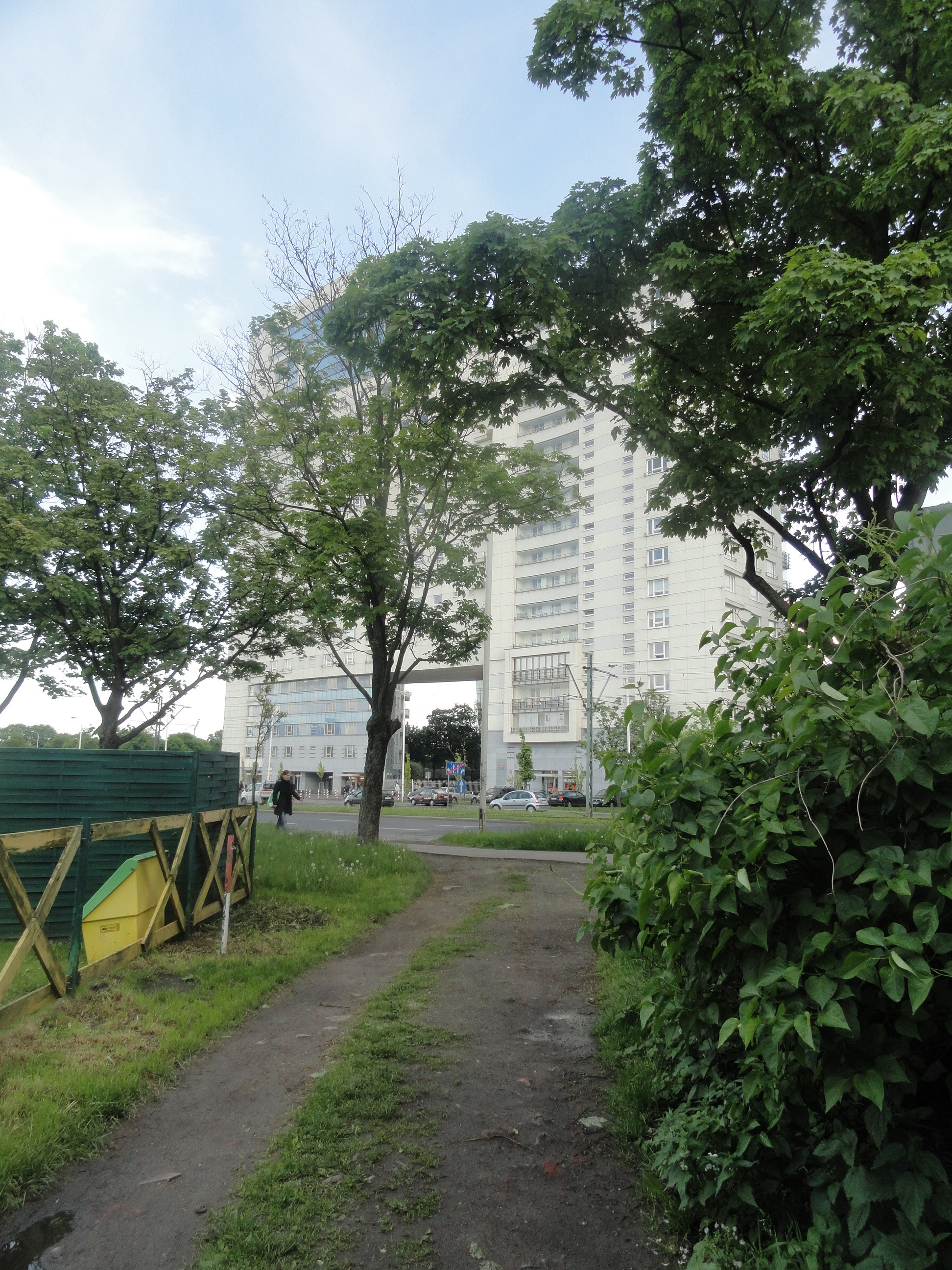
Skrzyżowanie historycznego odcinka Kłopotu z ulicą Słomińskiego. W tle prześwit w osi dawnego przebiegu ulicy.